# Alfons I d'Este

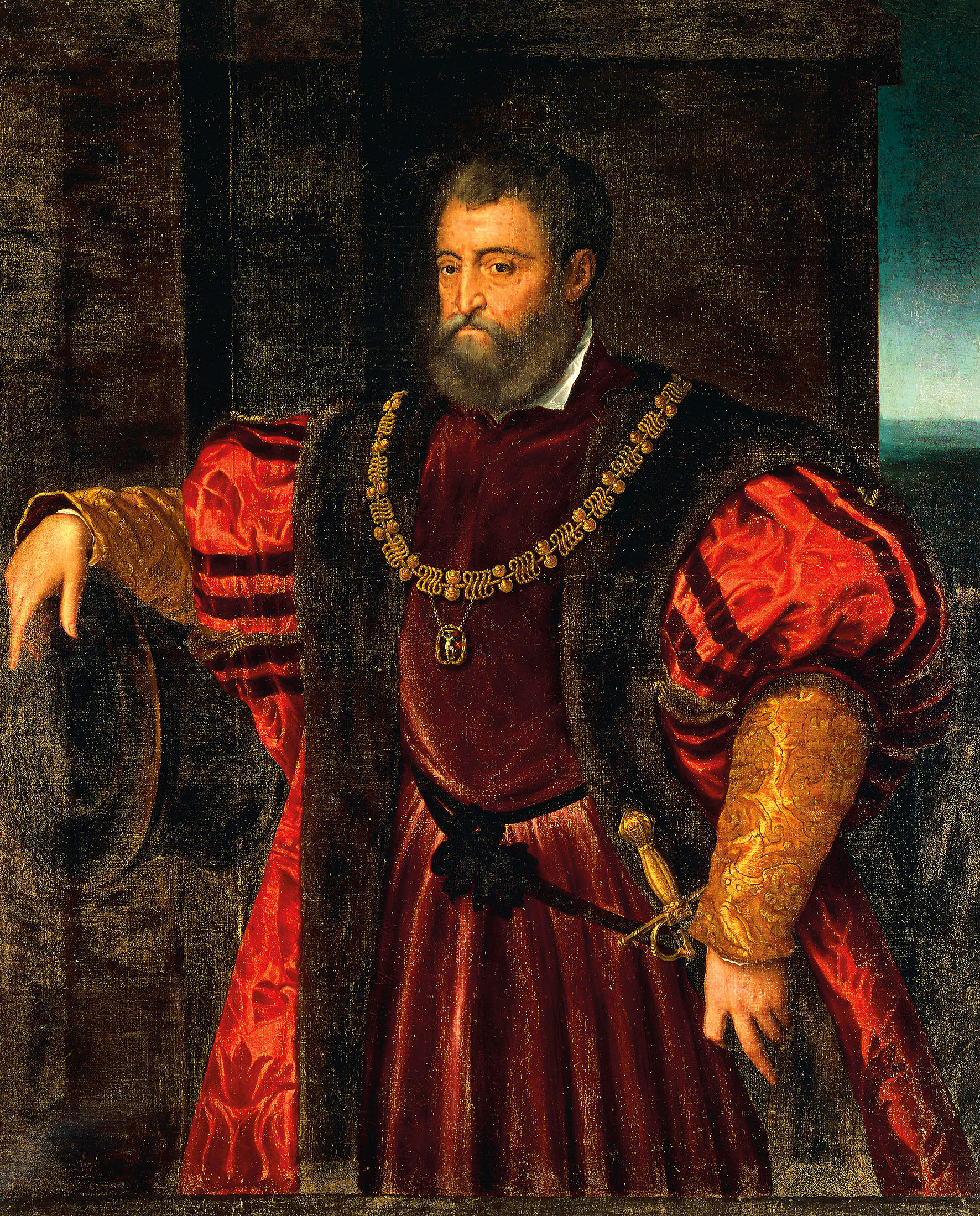
Alfons d'Este atribuït a Bastianino: Alfons es relaxa al costat de la boca d'un canó, amb la seva mà al pom de la seva espasa.

Alfons I d'Este (Ferrara, Ducat de Ferrara, 21 de juliol de 1476 - íd., 31 d'octubre de 1534) fou el Duc de Ferrara i Mòdena des de 1505 fins al 1534, durant el temps de la guerra de la Lliga de Cambrai i altres aliances posteriors (1510 - 1516).

## Llinatge
Pertanyent a la casa d'Este era fill d'Hèrcules I d'Este i Elionor de Nàpols. Fou net per línia paterna de Nicolau III d'Este i Riccarda de Saluzzo, i per línia materna de Ferran I de Nàpols i Isabel de Chiaramonte. Fou germà d'Isabel d'Este, casada amb Francesc II Gonzaga; de Beatriu d'Este, casada amb Lluís Maria Sforza; i Hipòlit d'Este.
Es casà, en primeres núpcies, el 12 de gener de 1491 amb Anna Sforza, filla del duc Galeàs Maria Sforza i Bonna de Savoia. D'aquesta unió nasqué:
- Alexandre d'Este (1497 - 1514)

Es casà, en segones núpcies, el 2 de febrer de 1502 a la Basílica de Sant Pere del Vaticà amb Lucrècia Borja, filla del papa Alexandre VI. D'aquesta unió nasqueren:
- Hèrcules II d'Este (1508 - 1559), duc de Ferrara i Mòdena
- Hipòlit d'Este (1509 - 1572), cardenal
- Alexandre d'Este (1514 - 1516)
- Francesc d'Este (1516 - 1578), marquès de Massalombarda
- Elionor d'Este (1515 - 1575), religiosa
- Isabel Maria d'Este (1519 - 1521)

Amb la seva amant Laura Dianti tingué:
- Alfonsino d'Este (1530 - 1547)
- Alfons d'Este (1527 - 1587), marquès de Monteccho i pare de Cèsar I d'Este

## Ascens al poder

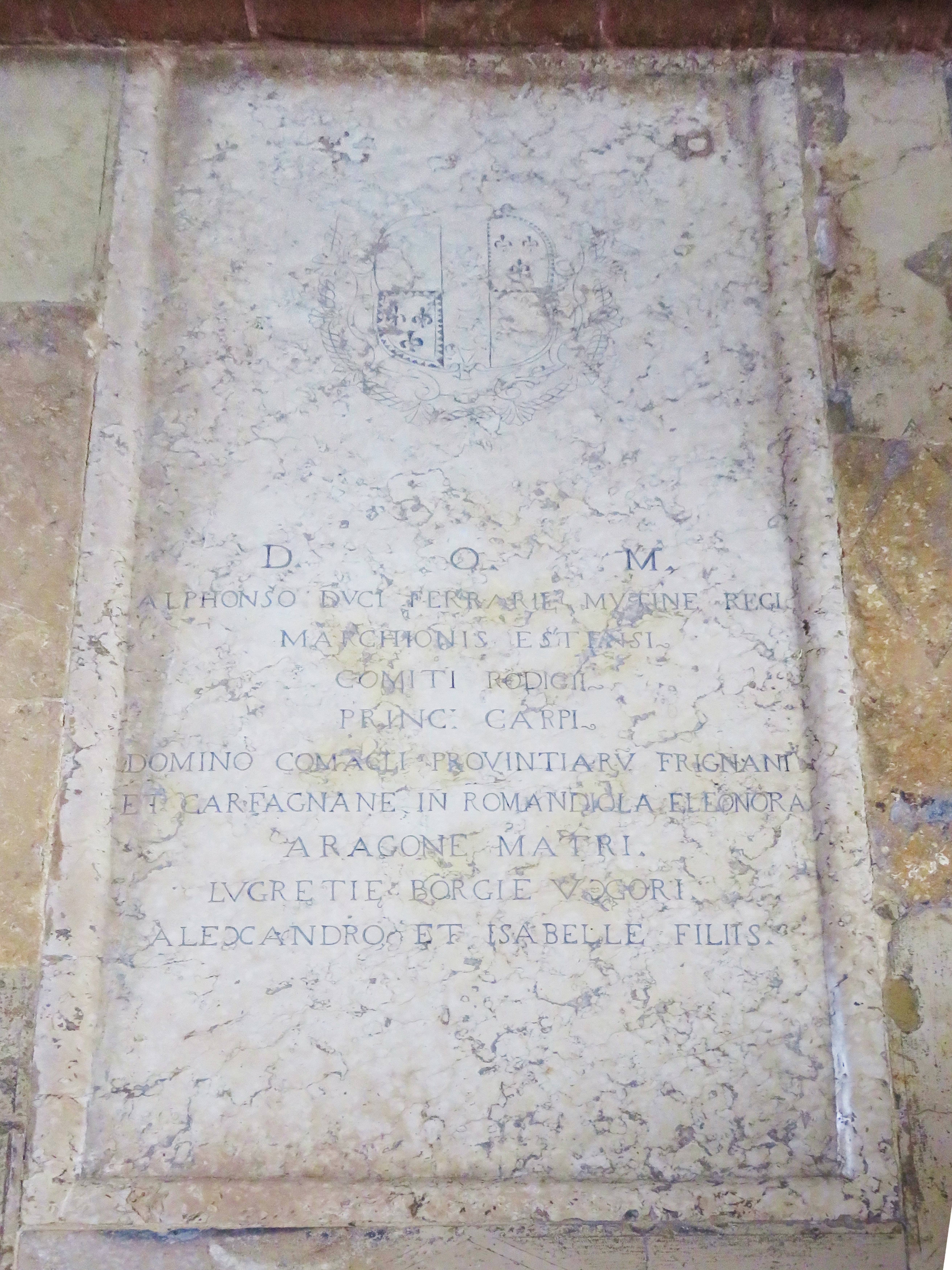
Tomba d'Alfons I d'Este i de la seva esposa Lucrècia Borja, Ferrara.

A la mort del seu pare, ocorreguda el juny de 1505, fou nomenat Duc de Ferrara, Mòdena i Reggio. Durant el primer any del seu regnat va descobrir un complot ordit pel seu germà Ferrant i el germanastre Giulio, dirigit contra ell i el seu altre germà Hipòlit d'Este. El setembre de 1506 es va celebrar un judici per lesa majestat i alta traïció i, com era d'esperar, la sentència fou de pena de mort, però el duc va commutar-la per una de cadena perpètua, morint Ferrant a la seva cel·la després de 34 anys de captiveri, mentre que Giulio resistí fins que se'l va perdonar el 1559, després de 53 anys de presó.
Després del seu alliberament, Giulio fou ridiculitzat als carrers de Ferrara per la seva roba antiquada.
Durant les Guerres d'Itàlia Alfons va conservar la seva posició precària entre les potències gràcies a la vigilància i les grans fortificacions del Ducat de Ferrara. Va entrar a la Lliga de Cambrai contra Venècia i va romandre aliat de Lluís XII de França fins i tot després que el papa Juli II firmés la pau amb Venècia. Quan els bolonyesos es van rebel·lar contra Juli II i van fer caure l'estàtua de bronze de Michelangelo del papa, Alfons la va refondre com un canó anomenat La Giulia, el qual fou col·locat a les muralles del castell. El 1510 Juli II l'excomunicà i confiscà els seus béns, incorporant el Ducat de Ferrara als Estats Pontificis. Alfons va iniciar en aquell moment una lluita reeixida contra dels exèrcits venecians i Papals, guanyant la batalla de Polesella, capturant la ciutat de Bolonya i jugant una part essencial en la victòria francesa a la Batalla de Ràvena l'any 1512. Aquests èxits es basaren en l'artilleria de Ferrara, produïda a les seves pròpies foneries, que eren les millors del seu temps.
Entre 1526 i 1527 Alfons va participar en l'expedició de Carles V, emperador i rei d'Espanya, contra el papa Climent VII, i el 1530 el papa el reconegué com a posseïdor dels ducats perduts de Ducat de Mòdena i Reggio.

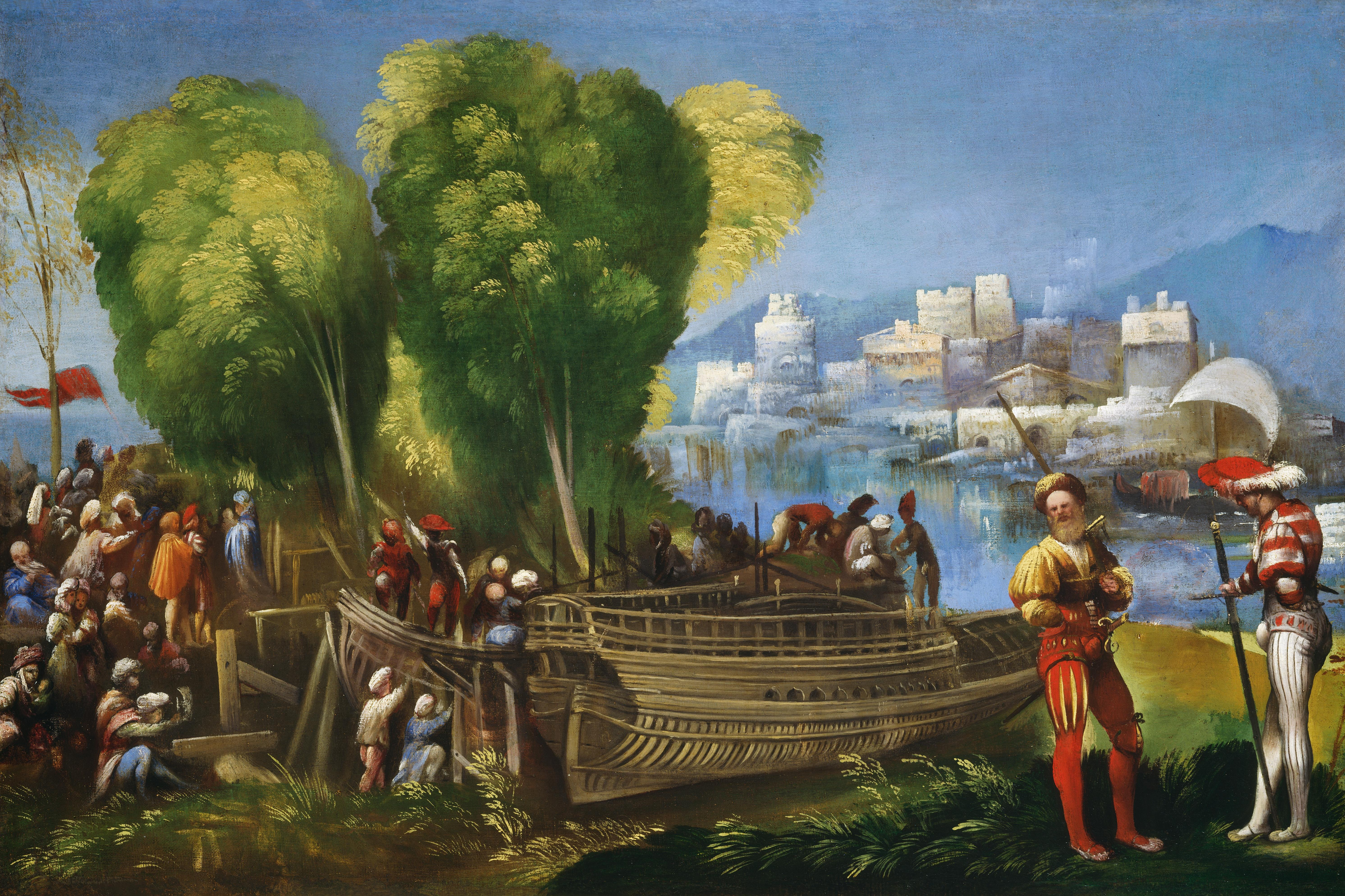
Eneas i Acates a la costa libanesa, pintat per Dosso Dossi pel camerino d'alabastro d'Alfons (National Gallery of Art, Washington).

Gràcies a l'interès per l'art del seu germà Hipòlit d'Este, es relacionà amb grans artistes del moment, entre els quals destaca Giovanni Bellini, que va pintar per ell la seva obra Festí dels Déus que va completar el 1514. El 1529 Alfons va crear la galeria més magnífica del seu temps, el Camerino d'alabastro, situada al Castell de Ferrara, en la qual va mostrar les seves obres d'art en parets xapades de marbre blanc sota un sostre daurat. Ticià pintà dos retrats d'Alfons, el primer fou escollit per Michelangelo com a regal diplomàtic per a Carles V; Alfons va persuadir Ticià per a pintar una altra còpia lliure. Durant les dues següents dècades, Ticià va realitzar tres pintures més per a ell:
L'adoració de Venus (Museo del Prado, Madrid), La bacanal (Prado, Madrid), i Bacus i Ariadna (National Gallery de Londres). Dosso Dossi va pintar una altra gran bacanal, i també va col·laborar en la decoració del sostre i un fris pintat per a la cornisa, que descriu escenes de lEneida, que guanyava immediatesa mostrant els herois en vestit contemporani. Totes les bacanals al "Camerino d'Alabastro" tractaven de l'amor, i algunes es refereixen al matrimoni. Després que la família Este perdés el control de Ferrara el 1598, les pintures del "Camerino" i les escultures es van dispersar.
Alfons també va ser el mecenes del poeta Ludovico Ariosto, i seguint el seu pare Hèrcules, que havia convertit Ferrara en un dels centres musicals d'Europa, va portar a alguns dels músics més famosos del temps a la seva cort per treballar de compositors, instrumentistes i cantants. Entre els músics de l'Europa del nord que van treballar a Ferrara durant el seu regnat estan Antoine Brumel i Adrian Willaert.